# Alessio Iovine
Alessio Iovine (Como, 1º febbraio 1991) è un ex calciatore italiano, di ruolo difensore o centrocampista.

## Carriera
Iovine cresce calcisticamente nelle file del Como, la squadra della sua città, e dopo alcune stagioni tra Serie D e Lega Pro (poi Serie C), con Olginatese, Pergolettese, Renate e Giana Erminio, rientra nelle file dei lariani in pianta stabile a partire dall'estate 2019.
Con il Como, conquista la promozione in Serie B, categoria nella quale esordisce il 22 agosto 2021 nella partita in casa del Crotone, pareggiata per 2-2, in cui va subito a segno; poi, contribuisce alla promozione del club in Serie A, in cui esordisce da titolare  e capitano il 26 agosto 2024, nella partita in casa del Cagliari, pareggiata per 1-1. Dopo aver militato per un anno nella massima serie, il 22 maggio 2025 Iovine annuncia il proprio ritiro dal calcio giocato, all'età di 34 anni, allo scopo di entrare a far parte dello staff tecnico del Como.

## Statistiche

### Presenze e reti nei club
| Stagione             | Squadra              | Campionato           | Campionato | Campionato | Coppe nazionali | Coppe nazionali | Coppe nazionali | Coppe continentali | Coppe continentali | Coppe continentali | Altre coppe | Altre coppe | Altre coppe | Totale | Totale |
| Stagione             | Squadra              | Comp                 | Pres       | Reti       | Comp            | Pres            | Reti            | Comp               | Pres               | Reti               | Comp        | Pres        | Reti        | Pres   | Reti   |
| -------------------- | -------------------- | -------------------- | ---------- | ---------- | --------------- | --------------- | --------------- | ------------------ | ------------------ | ------------------ | ----------- | ----------- | ----------- | ------ | ------ |
| 2010-2011            | Olginatese           | D                    | 22         | 0          | CI-D            | 1+              | 0               | -                  | -                  | -                  | -           | -           | -           | 11     | 5      |
| 2011-2012            | Olginatese           | D                    | 33+1       | 1          | CI-D            | ?               | ?               | -                  | -                  | -                  | -           | -           | -           | 11     | 5      |
| 2012-2013            | Olginatese           | D                    | 36+2       | 5          | CI-D            | 1               | 0               | -                  | -                  | -                  | -           | -           | -           | 39     | 5      |
| Totale Olginatese    | Totale Olginatese    | Totale Olginatese    | 91+3       | 6          |                 | 2+              | 0               |                    | -                  | -                  |             | -           | -           | 96     | 6      |
| 2013-2014            | Pergolettese         | 2D                   | 30         | 0          | CI-LP           | 1               | 0               | -                  | -                  | -                  | -           | -           | -           | 31     | 0      |
| 2014-2015            | Renate               | LP                   | 36         | 6          | CI+CI-LP        | 2+1             | 0               | -                  | -                  | -                  | -           | -           | -           | 39     | 6      |
| 2015-2016            | Renate               | LP                   | 17         | 0          | CI-LP           | 2               | 1               | -                  | -                  | -                  | -           | -           | -           | 19     | 1      |
| Totale Renate        | Totale Renate        | Totale Renate        | 53         | 6          |                 | 5               | 1               |                    | -                  | -                  |             | -           | -           | 58     | 7      |
| 2016-2017            | Giana Erminio        | LP                   | 36+3       | 2          | CI-LP           | 2               | 0               | -                  | -                  | -                  | -           | -           | -           | 41     | 2      |
| 2017-2018            | Giana Erminio        | C                    | 34         | 6          | CI+CI-C         | 1+1             | 0               | -                  | -                  | -                  | -           | -           | -           | 36     | 6      |
| 2018-2019            | Giana Erminio        | C                    | 31         | 2          | CI-C            | 0               | 0               | -                  | -                  | -                  | -           | -           | -           | 31     | 2      |
| Totale Giana Erminio | Totale Giana Erminio | Totale Giana Erminio | 101+3      | 10         |                 | 4               | 0               |                    | -                  | -                  |             | -           | -           | 108    | 10     |
| 2019-2020            | Como                 | C                    | 26         | 3          | CI-C            | 1               | 0               | -                  | -                  | -                  | -           | -           | -           | 27     | 3      |
| 2020-2021            | Como                 | C                    | 38         | 3          | -               | -               | -               | -                  | -                  | -                  | SC          | 1           | 0           | 39     | 3      |
| 2021-2022            | Como                 | B                    | 30         | 1          | CI              | 1               | 0               | -                  | -                  | -                  | -           | -           | -           | 31     | 1      |
| 2022-2023            | Como                 | B                    | 18         | 0          | CI              | 0               | 0               | -                  | -                  | -                  | -           | -           | -           | 18     | 0      |
| 2023-2024            | Como                 | B                    | 26         | 0          | CI              | 0               | 0               | -                  | -                  | -                  | -           | -           | -           | 26     | 0      |
| 2024-2025            | Como                 | A                    | 10         | 0          | CI              | 1               | 0               | -                  | -                  | -                  | -           | -           | -           | 11     | 0      |
| Totale Como          | Totale Como          | Totale Como          | 148        | 7          |                 | 3               | 0               |                    | -                  | -                  |             | 1           | 0           | 152    | 7      |
| Totale carriera      | Totale carriera      | Totale carriera      | 423+6      | 29         |                 | 15              | 1               |                    | -                  | -                  |             | 1           | 0           | 445    | 30     |

## Palmarès

### Club

#### Competizioni nazionali
- Serie C: 1

Como: 2020-2021 (girone A)